# Leptoiulus chiesensis
Leptoiulus chiesensis är en mångfotingart som beskrevs av Karl Wilhelm Verhoeff 1934. Leptoiulus chiesensis ingår i släktet Leptoiulus och familjen kejsardubbelfotingar. Inga underarter finns listade i Catalogue of Life.